# Oberon (opera)
Oberon je romantická opera o 3 dějstvích německého skladatele Carla Marii von Webera s pohádkovými motivy (fairy tale opera) a mluvenými dialogy. Autorem anglického libreta je James Robinson Planché, který vycházel z anglického překladu eposu Oberon německého autora Christopha Martina Wielanda (1780), inspirovaného středověkým francouzským eposem o rytíři Huonovi z Bordeaux. Autorem anglického překladu byl básník William Sotheby, který při jeho zpracování využil motivy a postavy Shakespeareovy hry Sen noci svatojánské.

## Historie

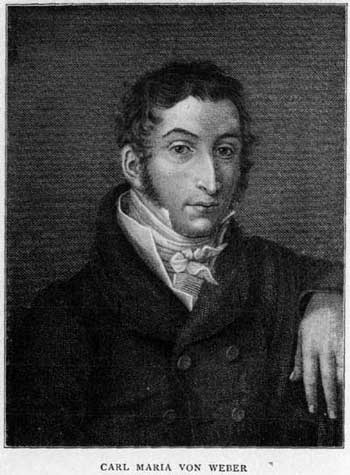
Carl Maria von Weber

V létě roku 1824 se Weber setkal v Mariánských Lázních s ředitelem londýnské opery v Covent Garden. Ředitel Charles Kemble mu nabídl, aby zkomponoval operu v angličtině. Jako téma uvedl Fausta nebo Sen noci svatojánské. Weber se rozhodl pro druhé téma, které jako libreto s názvem Oberon or The Elf King's Oath zpracoval James Robinson Planché. Weber přijal tuto nabídku hlavně z finančních důvodů a aby co nejlépe přizpůsobil hudbu anglickému libretu, začal se učit anglicky. Operu komponoval v roce 1825–1826, kdy se stále zhoršovala jeho plicní choroba. Přesto odjel do Londýna, kde 12. dubna 1826, v Royal Opera House, Covent Garden, dirigoval premiéru své opery, která se později uváděla pouze pod názvem Oberon. Dirigoval ještě dalších 11 představení, ale nebyl spokojen s výsledkem své práce, která, dle jeho názoru, utrpěla zařazením mluvených dialogů. Rozhodl se k revizi partitury tak, aby opera mohla být uvedena v němčině. K tomu ale již nedošlo, protože Weber, oslabený tuberkulózou, zemřel v Londýně 5. června 1826.
Premiéra Oberona v němčině, v překladu Theodora Hella se konala až po jeho smrti, 23. prosince 1826 v Lipsku. V českých zemích se hrál poprvé v pražském Stavovském divadle 6. října 1828. V pražském Národním divadle měla opera premiéru 6. září 1889 v českém překladu Václava Judy Novotného. Další český překlad pořídil v roce 1908 Josef Vymětal.
O pozdější úpravy a přepracování opery Oberon se pokoušeli skladatelé Franz Wüllner, Gustav Mahler, Anthony Burgess a Franz Liszt. Nejčastěji se ale uvádí původní verze Carla Marii von Webera.

## Hlavní postavy
(hlasové role, mluvené role)
- Oberon, král víl – tenor
- Titánie, jeho choť – soprán
- Puk, skřítek – alt
- Drol, skřítek – mluvená role
- Huon z Bordeaux, vévoda Guiennský – tenor
- Šerasmin, jeho panoš – baryton
- Hárún ar-Rašíd, kalif z Bagdádu – mluvená role
- Rézie, jeho dcera – soprán
- Fatima, její otrokyně a důvěrnice – mezzosoprán, alt
- Babekan, perský princ – mluvená role
- Almansor, tuniský emír – bas
- Rošana, jeho družka – kontraalt
- Abdallah, pirát – mluvená role
- První mořská panna – mezzosoprán
- Druhá mořská panna – mezzosoprán
- Karel Veliký, císař – mluvená role

## Obsah
Děj opery se odehrává v pohádkové říši víl a elfů, ve Francké říši za vlády císaře Karla Velikého, v Bagdádu a Tunisu, kolem roku 800.

### 1. dějství
Zahrada v Oberonově pohádkovém království; kalifův palác v Bagdádu
V pohádkové říši víl a elfů se její král Oberon pře se svou ženou Titánií, kdo je v lásce věrnější, zda muž nebo žena. Důkazem pro ukončení sporu má být dvojice milenců, jejichž věrnost se ukáže jako nezdolná a takovou dvojici má v lidském světě najít skřítek Puk. Puk přichází k Oberonovi se zprávou, že rytíř Huon z Bordeaux zabil v čestném souboji syna císaře Karla Velikého a ten ho za trest posílá do Bagdádu, do paláce Hárún ar-Rašída. Tam se chystá svatba jeho dcery Rézie, která má být proti své vůli provdána za perského prince Babekana. Huon ho má přemoci a přivést Rézii domů jako nevěstu.
Oberon se rozhodne, že tuto dvojici podrobí zkoušce věrnosti. Nejprve svým kouzlem způsobí, že Huon a Rézie se sobě navzájem zjevují ve snu a zamilují se do sebe. Potom dá Huonovi kouzelný roh, který ho ochrání před nebezpečím a pohár, který bude vždy plný vína, když ho přiloží ke rtům. Pak Huona a jeho panoše Šarasmína přenese kouzlem do Bagdádu.
Fatima oznamuje své paní, že rytíř Huon je v Bagdádu a Rézie doufá, že jí vysvobodí z paláce, aby se nemusela provdat za Babekana.

### 2. dějství

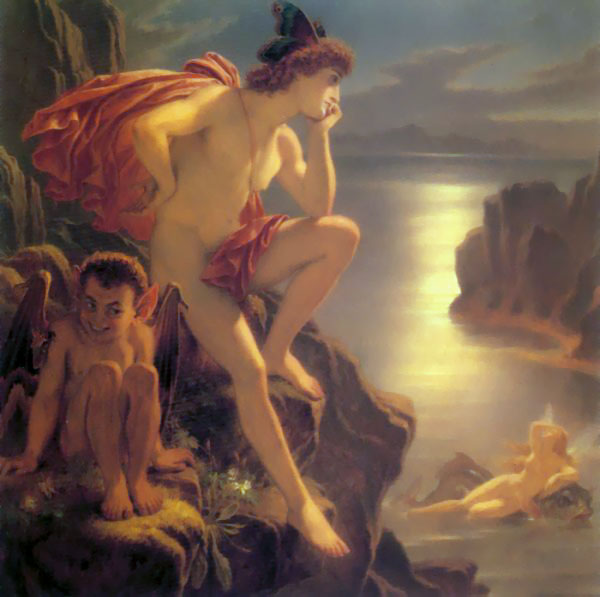
Joseph Noel Paton: Oberon a mořská panna (1888)

Kalifův palác v Bagdádu; mořské pobřeží
Huon vnikne do paláce ve chvíli, když je plačící Rézie přiváděna k Babekanovi jako nevěsta a Babekana probodne mečem. S pomocí kouzelného rohu se Huonovi spolu s Rézií, její otrokyní Fatimou a Šarasmínem, který si mezitím získal přízeň Fatimy, podaří uniknout z paláce.
Loď, kterou chtějí všichni odplout do Řecka ale ztroskotá v bouři a Oberon ztratí svůj kouzelný roh. U pobřeží se objeví loď mořského piráta Abdallaha, který zajme Rézii, aby ji prodal do harému tuniskému emírovi Almansorovi.
Vyčerpaný Huon omdlí; Oberon ho nechá uložit na květiny a uspat písní mořských pannen.

### 3. dějství

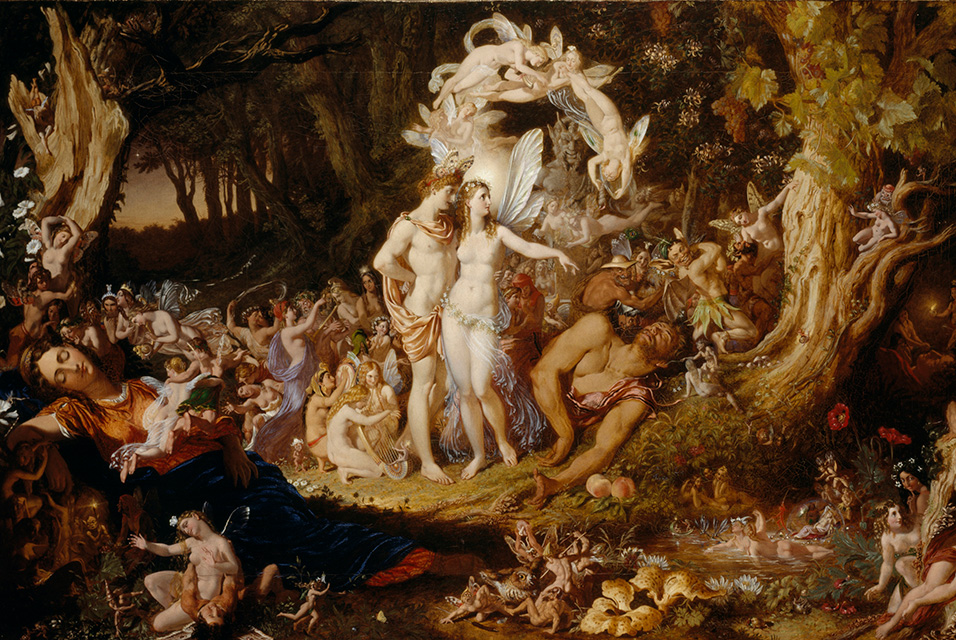
Joseph Noel Paton: Usmíření Titánie a Oberona (1847)

Palácová zahrada emíra Almansora v Tunisu; kolonáda v emírově paláci; tržiště; trůnní sál císaře Karla Velikého
Puk přenese Huona do zahrady emírova paláce v Tunisu. Setkává se zde se Šarasmínem a Fatimou, kteří mu sdělují, že Rézie odolala emírovi Almansorovi a zůstala Huonovi věrná. Připravují plán na osvobození Rézie, ale Huon je léčkou vlákán do paláce, kde potkává Rošanu, žárlivou milenku emíra. Ta ho začne svádět a slibuje mu, že když nevěrného Almansora zabije, zařídí, aby se stal emírem. Huon ale všem jejím svodům odolá. V tom je překvapí Almansor a odsoudí Huona i Rézii ke smrti upálením na hranici.
Šarasmín mezitím našel kouzelný roh a s jeho pomocí jsou Huon a Rézie osvobozeni a přinášejí Oberonovi a Titánii důkaz své věrnosti, která překonala nebezpečí i nástrahy. Spor mezi Oberonem a Titánií je vyřešen; muž i žena dokáží být věrni stejnou měrou.
Císař Karel Veliký odpouští svému rytíři Huonovi a žehná manželskému svazku Huona s Rézií.

## Hudba, známé árie
Skladatel sám nepovažoval Oberona za plnohodnotnou operu, jakou byla například jeho opera Čarostřelec, ale spíše za činohru s hudbou. Podle kritiků ale uplatnil při komponování Oberona v plné míře své operní umění. Autor vytvořil přesnou hudební charakteristiku hlavních postav, zároveň barevně evokující náladu různých scén.
Nejvíce obdivovanou a oceňovanou je předehra, kde autor za pomoci fléten a smyčců navozuje kouzelnou atmosféru pohádkového světa elfů a víl. V závěru předehry a na začátku 1. dějství zaznějí lesní rohy, které odkazují na důležitou rekvizitu děje, kouzelný roh, který daruje Oberon Huonovi z Bordeaux, aby ho ochránil před nebezpečím. Instrumentací a orchestrací je opera Oberon přirovnávána k dílu Mendelssohna.
Mezi nejznámější árie patří Ocean! thou mighty monster! (Ozean, du Ungeheuer!), kterou zpívá Rézie ve 2. dějství po ztroskotání jejich lodi v bouři na moři nebo árie Fatimy A lonely Arab maid, the desert's simple child z 2. dějství či árie Arabia, my country z 3. dějství. Roli Rézie měla ve svém repertoáru i známá pěvkyně Maria Callas a ztvárnily ji i další známé sopranistky Montserrat Caballé, Birgit Nilsson a další. Huon z Bordeaux byl první německy zpívanou rolí Plácida Dominga.

## Premiéry
- anglicky – 12. dubna 1826, Royal Opera House, Covent Garden, Londýn, dirigent: Carl Maria von Weber
- německy – 23. prosince 1826, Opernhaus Leipzig, Lipsko, překlad: Theodor Hell
- česky – 6. září 1889, Národní divadlo, Praha, dirigent: Adolf Čech, překlad: Václav Juda Novotný.

První představení Oberona v USA se konalo v New Yorku v Park Theatre 20. září 1826. V Paříži byla opera uvedena poprvé v němčině v Théâtre Italien v roce 1830. Další provedení s bohatou výpravou ve francouzštině se konalo v Paříži 27. února 1857 v Théâtre Lyrique; orchestr řídil dirigent Adolphe Deloffre.

## Nahrávky
- První komerční nahrávka opery Oberon vznikla v roce 1970 v Mnichově, pod taktovkou dirigenta Rafaela Kubelíka, který řídil Symfonický orchestr Bavorského rozhlasu. V rolích Rézie a Huona z Bordeaux se představili pěvkyně Brigit Nilsson a pěvec Plácido Domingo. (Deutsche Grammophon (Universal), Cat.# J306, studiová nahrávka, 1970, Mnichov).[5]

- Mezi další nahrávky patří i Mahlerova verze opery s dirigentem Jamesem Conlonem (EMI, 1993), nahrávka s kompletním notovým záznamem, kterou řídil dirigent Marek Janowski (RCA, 1997) nebo originální anglická verze pod taktovkou Sira Johna Eliota Gardinera (Philips, 2005).